# Relativisztikus jet

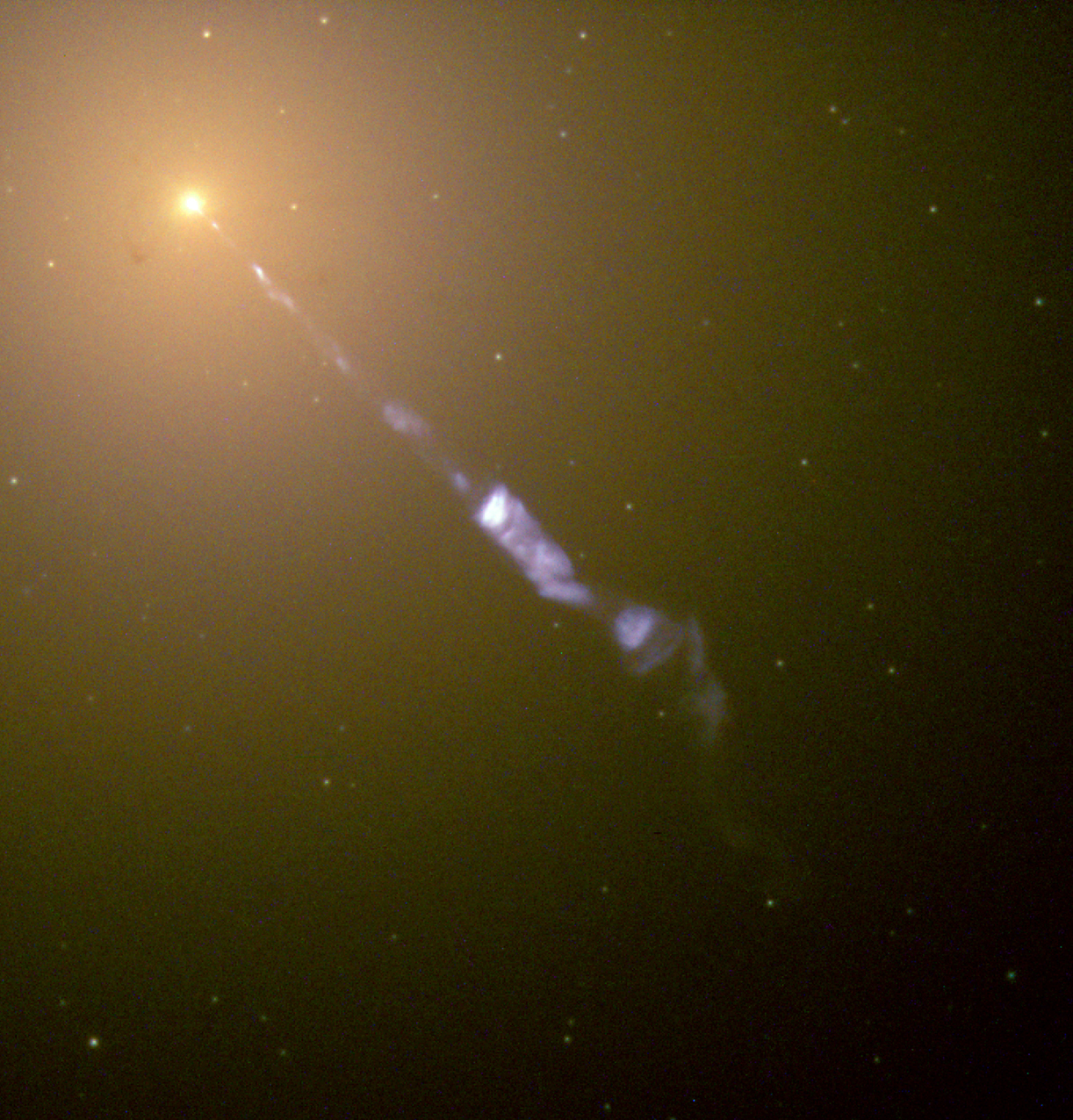
Az M87 elliptikus galaxisból kiinduló jet

A relativisztikus jet (ejtsd:dzset) vagy relativisztikus anyagsugár aktív galaxisok, főleg rádiógalaxisok és kvazárok középpontjából kiinduló erőteljes plazmakilövellés. A jet szupermasszív fekete lyuk akkréciós korongjában alakul ki mágneses mezőkből és szubatomikus részecskékből. A korongban forgó mágneses mezők a kiáramlást a fekete lyuk forgástengelye mentén gyűjtik össze, és mikor a feltételek kedvezőek, jet jelenik meg az akkréciós korong mindkét felén. Ha a jet a Föld látóirányába kerül, az objektum látszólagos fényessége megváltozik.
A Swift műhold megfigyelései szerint a sokáig elektromosan semlegesnek vélt jet elektronokból és protonokból áll. Ezenkívül sokkal több energiát hordoz, mint korábban gondolták. Röntgenmérések 10 000 elektronvoltnál csúcsosodnak. Számítások szerint a jet a fénysebesség 99,9%-ával halad, és nagyjából Jupiter tömegnyi anyagot tartalmaz.
Hasonló, kisebb méretű jetek kialakulhatnak neutroncsillagok és csillagszerű fekete lyukak akkréciós korongjában is. Ezeket a rendszereket gyakran nevezzük mikrokvazároknak. Ilyen mikrokvazár az SS433, melynek jól megfigyelt kilövellésének sebessége a fénysebesség 23%-a. Más mikrokvazároknak sokkal nagyobb jetsebességük lehet. Ennél gyengébb és kevésbé relativisztikus jetek kettős rendszerekben is előfordulhatnak, ahol a gyorsulási mechanizmusuk hasonlít a földi magnetoszférában és napszélben megfigyelt mágneses újracsatolási folyamatokhoz. Jó példa erre a Rák-köd pulzárja.
Habár a korong mágneses tere felelős a tengelyirányú jet kialakulásáért, a megfigyelt jetek sokkal keskenyebbek, mint azt a mostani elméletek megjósolják. A relativisztikus jetek jelenthetik a kulcsot a gammakitörések kialakulásának magyarázatára. Ezeknek a jeteknek a Lorentz faktora ~100, így a leggyorsabb ismert égi objektumokhoz tartoznak.